# Гідравлічна потужність насоса
Гідравлі́чна поту́жність насо́са (рос. гидравлическая мощность насоса; англ. pump power output; нім. Förderleistung f, Pumpenleistung f) — внутрішня потужність насоса, що витрачається на переміщування рідини, за вирахуванням гідравлічних витрат. Обчислюється за формулою:
Pг = q g H = ρ Q g H,
де:
q — масова витрата рідини;
g — прискорення вільного падіння;
Н — висота переміщування;
ρ — густина переміщуваної рідини;
Q — об'ємна витрата.
Якщо зміна густини помітна, то потрібно брати густину ρ1 на вході в насос.